# امیرحسین جدی
امیرحسین جدی (زاده ‎۲۶ مهر ۱۳۷۷ - قم) مدافع حرفه‌ای فوتبال است که هم‌اکنون برای باشگاه فوتبال ذوب‌آهن در لیگ خلیج فارس بازی می‌کند.